# 杰拉勒·巴亚尔
马哈茂德·杰拉勒·巴亚尔（土耳其語：Mahmud Celâl Bayar，1883年5月16日—1986年8月22日），土耳其第三任總統。

## 生平
1883年生於蓋姆利克，1920年當選為奧斯曼帝國國會議員。1937年接替伊斯梅特·伊纳尼任總理，1939年辭職。1945年退出共和人民黨。1946年參加組建民主黨，任該黨主席。1950年民主黨在大選中獲勝，巴亚尔當選為總統，其後轉為議會制，總統的權力被削弱。1960年軍人發動政變推翻民主黨政權，巴亚尔被捕受審，被判處死刑。後改為無期徒刑。1964年因病假釋，隱居於伊斯坦布爾。他是近代最長壽的國家元首，壽命達103歲。逝世後安葬於布爾薩的拜亞爾陵寢。

## 腳註
1. ↑  .   [2021-09-25]. （原始内容存档于2021-09-25）.

| 前任： 伊斯梅特·伊纳尼 | 土耳其總統 1950—1960 | 繼任： 杰马勒·古尔塞勒 |
| 前任： 伊斯梅特·伊纳尼 | 土耳其总理 1937—1939 | 繼任： 勒菲克·萨伊达姆 |